# 아키텍처 기술 언어
아키텍처 기술 언어(Architecture description language, ADL) 또는 구조 명세 언어는 시스템 공학, 소프트웨어 공학, 엔터프라이즈 모델링 및 엔지니어링 등 여러 분야에서 사용된다.
시스템 공학 커뮤니티는 시스템 아키텍처를 기술하고 표현하기 위해 아키텍처 기술 언어(ADL)를 언어 및 개념 모형으로 사용한다.
소프트웨어 공학 커뮤니티는 소프트웨어 아키텍처에 대한 설명을 생성하기 위해 아키텍처 기술 언어(ADL)를 컴퓨터 언어로 사용한다. 기술 아키텍처의 경우, 아키텍처는 소프트웨어 개발자에게 전달되어야 하고, 기능 아키텍처는 다양한 이해관계자와 사용자에게 전달되어야 한다. 개발된 ADL로는 Acme(CMU에서 개발), AADL(SAE에서 표준화), C2(UCI에서 개발), SBC-ADL(국립 중산대학교에서 개발), Darwin(임페리얼 칼리지 런던에서 개발), Wright(CMU에서 개발) 등이 있다.

## 같이 보기
- 스크립트 언어
- 하드웨어 기술 언어